# Éliminatoires de la Coupe du monde de beach soccer 2025 : zone Europe
Navigation
Édition précédente Édition suivante
Les Éliminatoires de la Coupe du monde de beach soccer : zone Europe 2024 sont un  tournoi de beach soccer disputé par les équipes nationales européennes de beach soccer membres de l'UEFA. Le tournoi décide les quatre équipes qui vont à la Coupe du monde de beach soccer 2025 aux Seychelles.

Cet événement a lieu du 4 au 13 octobre à Cadix, en Espagne

## Format
La compétition de qualification se compose de 3 étapes :
- Première phase de groupes : les 21 équipes sont réparties en trois groupes de quatre et trois groupes de trois. Les 2 premiers de chaque groupe et les 4 meilleurs troisièmes se qualifient pour les huitièmes de finale.

- Huitièmes de finale : les 16 équipes sont réparties en huit confrontations directes. Les vainqueurs sont qualifiés pour la deuxième phase de groupe.

- Deuxième phase de groupes :  Les vainqueurs des quatre premières paires des huitièmes de finale constitueront le groupe A, tandis que le groupe B sera composé des vainqueurs des quatre paires suivantes.

Les 2 premières nations de chaque groupe sont qualifiées pour la Coupe du monde de beach soccer 2025 aux Seychelles.

## Équipes engagées
Un total de 21 nations participent à la compétition :
- Azerbaïdjan
- Biélorussie
- Belgique
- Tchéquie
- Danemark
- Angleterre
- Estonie
- France
- Géorgie
- Allemagne
- Italie
- Kazakhstan
- Lituanie
- Malte
- Moldavie
- Norvège
- Pologne
- Portugal
- Roumanie[N 1]
- Espagne
- Suisse
- Turquie[N 2]
- Ukraine
- TEAM 24

Notes:
1. ↑  La Roumanie s'est retirée après le tirage au sort mais avant le début du tournoi.
2. ↑   La Turquie s'est retirée après le tirage au sort mais avant le début du tournoi.

## Compétition

### Tirage au sort
Le tirage au sort officiel des éliminatoires européens a lieu le 16 septembre 2024 à Alghero en Italie.

Les 21 équipes sont réparties en trois groupes de quatre et trois groupes de trois. L'Espagne a été placée en position A1 en tant que pays hôte tandis que l'Italie, le Portugal, la Biélorussie, la Suisse et l'Ukraine étaient les têtes de série des positions B1 à F1 en tant que nations européennes les mieux classées selon le classement mondial BSWW.

### Première phase de groupes

#### Groupe A
| Rang | Équipe      | J | G | G+ | GP | P | Bp | Bc | +/- | Pts |
| ---- | ----------- | - | - | -- | -- | - | -- | -- | --- | --- |
| 1    | Espagne     | 3 | 3 | 0  | 0  | 0 | 29 | 4  | +25 | 9   |
| 2    | Azerbaïdjan | 3 | 2 | 0  | 0  | 1 | 11 | 9  | +2  | 6   |
| 3    | Angleterre  | 3 | 0 | 1  | 0  | 2 | 6  | 15 | 9   | 2   |
| 4    | Géorgie     | 3 | 0 | 0  | 0  | 3 | 5  | 23 | -18 | 0   |

| Date           | Équipe 1    | Résultat | Équipe 2    |
| -------------- | ----------- | -------- | ----------- |
| 4 octobre 2024 | Azerbaïdjan | 4 - 0    | Angleterre  |
| 4 octobre 2024 | Géorgie     | 1 - 13   | Espagne     |
| 5 octobre 2024 | Azerbaïdjan | 7 - 2    | Géorgie     |
| 5 octobre 2024 | Espagne     | 9 - 3    | Angleterre  |
| 7 octobre 2024 | Angleterre  | 3 - 2 ap | Géorgie     |
| 7 octobre 2024 | Espagne     | 7 - 0    | Azerbaïdjan |

#### Groupe B
| Rang | Équipe   | J | G | G+ | GP | P | Bp | Bc | +/- | Pts |
| ---- | -------- | - | - | -- | -- | - | -- | -- | --- | --- |
| 1    | Italie   | 2 | 2 | 0  | 0  | 0 | 19 | 5  | +14 | 6   |
| 2    | Danemark | 3 | 2 | 0  | 0  | 1 | 19 | 9  | +10 | 6   |
| 3    | Tchéquie | 3 | 0 | 0  | 0  | 3 | 5  | 29 | -24 | 0   |
| 4    | Roumanie | 0 | 0 | 0  | 0  | 0 | 0  | 0  | 0   | 0   |

| Date           | Équipe 1 | Résultat | Équipe 2 |
| -------------- | -------- | -------- | -------- |
| 4 octobre 2024 | Tchéquie | 0 - 6    | Danemark |
| 5 octobre 2024 | Italie   | 6 - 3    | Danemark |
| 7 octobre 2024 | Italie   | 13 - 2   | Tchéquie |
| 8 octobre 2024 | Danemark | 10 - 3   | Tchéquie |

#### Groupe C
| Rang | Équipe     | J | G | G+ | GP | P | Bp | Bc | +/- | Pts |
| ---- | ---------- | - | - | -- | -- | - | -- | -- | --- | --- |
| 1    | Portugal   | 3 | 3 | 0  | 0  | 0 | 24 | 5  | +19 | 9   |
| 2    | Estonie    | 3 | 2 | 0  | 0  | 1 | 14 | 7  | +7  | 6   |
| 3    | Allemagne  | 3 | 1 | 0  | 0  | 2 | 14 | 18 | -4  | 3   |
| 4    | Kazakhstan | 3 | 0 | 0  | 0  | 3 | 6  | 28 | -22 | 0   |

| Date           | Équipe 1   | Résultat | Équipe 2   |
| -------------- | ---------- | -------- | ---------- |
| 4 octobre 2024 | Allemagne  | 2 - 5    | Estonie    |
| 4 octobre 2024 | Kazakhstan | 0 - 12   | Portugal   |
| 6 octobre 2024 | Allemagne  | 9 - 6    | Kazakhstan |
| 6 octobre 2024 | Portugal   | 5 - 2    | Estonie    |
| 7 octobre 2024 | Estonie    | 7 - 0    | Kazakhstan |
| 7 octobre 2024 | Portugal   | 7 - 3    | Allemagne  |

#### Groupe D
| Rang | Équipe      | J | G | G+ | GP | P | Bp | Bc | +/- | Pts |
| ---- | ----------- | - | - | -- | -- | - | -- | -- | --- | --- |
| 1    | Biélorussie | 2 | 2 | 0  | 0  | 0 | 19 | 5  | +14 | 6   |
| 2    | Moldavie    | 3 | 2 | 0  | 0  | 1 | 15 | 14 | +1  | 6   |
| 3    | Belgique    | 3 | 0 | 0  | 0  | 3 | 7  | 22 | -15 | 0   |
| 4    | Turquie     | 0 | 0 | 0  | 0  | 0 | 0  | 0  | 0   | 0   |

| Date           | Équipe 1    | Résultat | Équipe 2 |
| -------------- | ----------- | -------- | -------- |
| 4 octobre 2024 | Biélorussie | 11 - 1   | Belgique |
| 6 octobre 2024 | Moldavie    | 6 - 4    | Belgique |
| 7 octobre 2024 | Biélorussie | 8 - 4    | Moldavie |
| 8 octobre 2024 | Moldavie    | 5 - 2    | Belgique |

#### Groupe E
| Rang | Équipe   | J | G | G+ | GP | P | Bp | Bc | +/- | Pts |
| ---- | -------- | - | - | -- | -- | - | -- | -- | --- | --- |
| 1    | Suisse   | 3 | 3 | 0  | 0  | 0 | 29 | 9  | +20 | 9   |
| 2    | France   | 3 | 2 | 0  | 0  | 1 | 20 | 12 | +8  | 6   |
| 3    | Lituanie | 3 | 1 | 0  | 0  | 2 | 10 | 12 | -2  | 3   |
| 4    | Malte    | 3 | 0 | 0  | 0  | 3 | 2  | 28 | -26 | 0   |

| Date           | Équipe 1 | Résultat | Équipe 2 |
| -------------- | -------- | -------- | -------- |
| 5 octobre 2024 | France   | 2 - 1    | Lituanie |
| 5 octobre 2024 | Malte    | 0 - 10   | Suisse   |
| 6 octobre 2024 | France   | 13 - 2   | Malte    |
| 6 octobre 2024 | Suisse   | 10 - 4   | Lituanie |
| 8 octobre 2024 | Lituanie | 5 - 0    | Malte    |
| 8 octobre 2024 | Suisse   | 9 - 5    | France   |

#### Groupe F
| Rang | Équipe  | J | G | G+ | GP | P | Bp | Bc | +/- | Pts |
| ---- | ------- | - | - | -- | -- | - | -- | -- | --- | --- |
| 1    | Pologne | 2 | 2 | 0  | 0  | 0 | 14 | 2  | +12 | 6   |
| 2    | Ukraine | 3 | 2 | 0  | 0  | 1 | 15 | 12 | +3  | 6   |
| 3    | Norvège | 3 | 0 | 0  | 0  | 3 | 5  | 20 | -15 | 0   |
| 4    | TEAM 24 | 0 | 0 | 0  | 0  | 0 | 0  | 0  | 0   | 0   |

| Date           | Équipe 1 | Résultat | Équipe 2 |
| -------------- | -------- | -------- | -------- |
| 5 octobre 2024 | Ukraine  | 8 - 2    | Norvège  |
| 6 octobre 2024 | Pologne  | 6 - 1    | Norvège  |
| 7 octobre 2024 | Ukraine  | 1 - 8    | Pologne  |
| 8 octobre 2024 | Ukraine  | 6 - 2    | Norvège  |

#### Classement des troisièmes des groupes
| Rang | Équipe            | J | G | G+ | GP | P | Bp | Bc | +/- | Pts |
| ---- | ----------------- | - | - | -- | -- | - | -- | -- | --- | --- |
| 1    | Lituanie (Gr.E)   | 3 | 1 | 0  | 0  | 2 | 10 | 12 | -2  | 3   |
| 2    | Allemagne (Gr.C)  | 3 | 1 | 0  | 0  | 2 | 14 | 18 | -4  | 3   |
| 3    | Angleterre (Gr.A) | 3 | 0 | 1  | 0  | 2 | 6  | 15 | 9   | 2   |
| 4    | Belgique (Gr.D)   | 3 | 0 | 0  | 0  | 3 | 7  | 22 | -15 | 0   |
| 5    | Norvège (Gr.F)    | 3 | 0 | 0  | 0  | 3 | 5  | 20 | -15 | 0   |
| 6    | Tchéquie (Gr.B)   | 3 | 0 | 0  | 0  | 3 | 5  | 29 | -24 | 0   |

### Huitièmes de finale
Le tirage au sort des  Huitièmes de finale a lieu le 8 octobre 2024 à Cadix.
| Date           | Équipe 1    | Résultat          | Équipe 2   |
| -------------- | ----------- | ----------------- | ---------- |
| 9 octobre 2024 | Danemark    | 4 - 3             | Moldavie   |
| 9 octobre 2024 | Suisse      | 6 - 3             | Estonie    |
| 9 octobre 2024 | Italie      | 9 - 2             | Angleterre |
| 9 octobre 2024 | Biélorussie | 3 - 0 par forfait | Lituanie   |

| Date           | Équipe 1 | Résultat | Équipe 2    |
| -------------- | -------- | -------- | ----------- |
| 9 octobre 2024 | France   | 5 - 4 ap | Ukraine     |
| 9 octobre 2024 | Pologne  | 3 - 1    | Allemagne   |
| 9 octobre 2024 | Portugal | 13 - 5   | Azerbaïdjan |
| 9 octobre 2024 | Espagne  | 13 - 2   | Belgique    |

### Deuxième phase de groupes

#### Groupe A
| Rang | Équipe      | J | G | G+ | GP | P | Bp | Bc | +/- | Pts |
| ---- | ----------- | - | - | -- | -- | - | -- | -- | --- | --- |
| 1    | Italie      | 3 | 2 | 0  | 0  | 1 | 23 | 6  | +17 | 6   |
| 2    | Biélorussie | 3 | 2 | 0  | 0  | 1 | 18 | 13 | +5  | 6   |
| 3    | Suisse      | 3 | 1 | 0  | 0  | 2 | 7  | 23 | -16 | 3   |
| 4    | Danemark    | 3 | 0 | 1  | 0  | 2 | 6  | 12 | -6  | 2   |

| Date            | Équipe 1    | Résultat | Équipe 2    |
| --------------- | ----------- | -------- | ----------- |
| 10 octobre 2024 | Suisse      | 3 - 9    | Biélorussie |
| 10 octobre 2024 | Danemark    | 3 - 2 ap | Italie      |
| 11 octobre 2024 | Biélorussie | 3 - 9    | Italie      |
| 11 octobre 2024 | Danemark    | 2 - 4    | Suisse      |
| 12 octobre 2024 | Biélorussie | 6 - 1    | Danemark    |
| 12 octobre 2024 | Italie      | 12 - 0   | Suisse      |

#### Groupe B
| Rang | Équipe   | J | G | G+ | GP | P | Bp | Bc | +/- | Pts |
| ---- | -------- | - | - | -- | -- | - | -- | -- | --- | --- |
| 1    | Portugal | 3 | 3 | 0  | 0  | 0 | 21 | 10 | +11 | 9   |
| 2    | Espagne  | 3 | 1 | 0  | 1  | 1 | 14 | 15 | -1  | 4   |
| 3    | Pologne  | 3 | 1 | 0  | 0  | 2 | 11 | 12 | -1  | 3   |
| 4    | France   | 3 | 0 | 0  | 0  | 3 | 7  | 16 | -9  | 0   |

| Date            | Équipe 1 | Résultat       | Équipe 2 |
| --------------- | -------- | -------------- | -------- |
| 10 octobre 2024 | Portugal | 6 - 1          | Pologne  |
| 10 octobre 2024 | France   | 3 - 3 1 - 3tab | Espagne  |
| 11 octobre 2024 | Portugal | 6 - 3          | France   |
| 11 octobre 2024 | Espagne  | 5 - 3          | Pologne  |
| 13 octobre 2024 | Pologne  | 7 - 1          | France   |
| 13 octobre 2024 | Espagne  | 6 - 9          | Portugal |

## Équipes qualifiées
En finissant avec 9 points lors de la deuxième phase de groupes : le Portugal est le vainqueur des Éliminatoires de la Coupe du monde de beach soccer 2024. Les portugais intègrent le chapeau 1 du tirage au sort pour le mondial 2025 aux Seychelles.
| Équipe      | Commentaire                                          |
| ----------- | ---------------------------------------------------- |
| Portugal    | Qualifié pour la Coupe du monde de beach soccer 2025 |
| Italie      | Qualifié pour la Coupe du monde de beach soccer 2025 |
| Biélorussie | Qualifié pour la Coupe du monde de beach soccer 2025 |
| Espagne     | Qualifié pour la Coupe du monde de beach soccer 2025 |